# Champigneulle
Champigneulle is een gemeente in het Franse departement Ardennes in de regio Grand Est. De plaats maakt deel uit van het arrondissement Vouziers. Champigneulle telde op 1 januari 2022 53 inwoners.

## Geschiedenis
De gemeente maakte voor 2015 deel uit van het kanton Grandpré tot het op 22 maart 2015 werd opgeheven en de gemeenten werden opgenomen in het kanton Attigny.

## Geografie
De oppervlakte van Champigneulle bedraagt 7,73 vierkante kilometer; Op 1 januari 2022 was de bevolkingsdichtheid 6,9 inwoners per km².

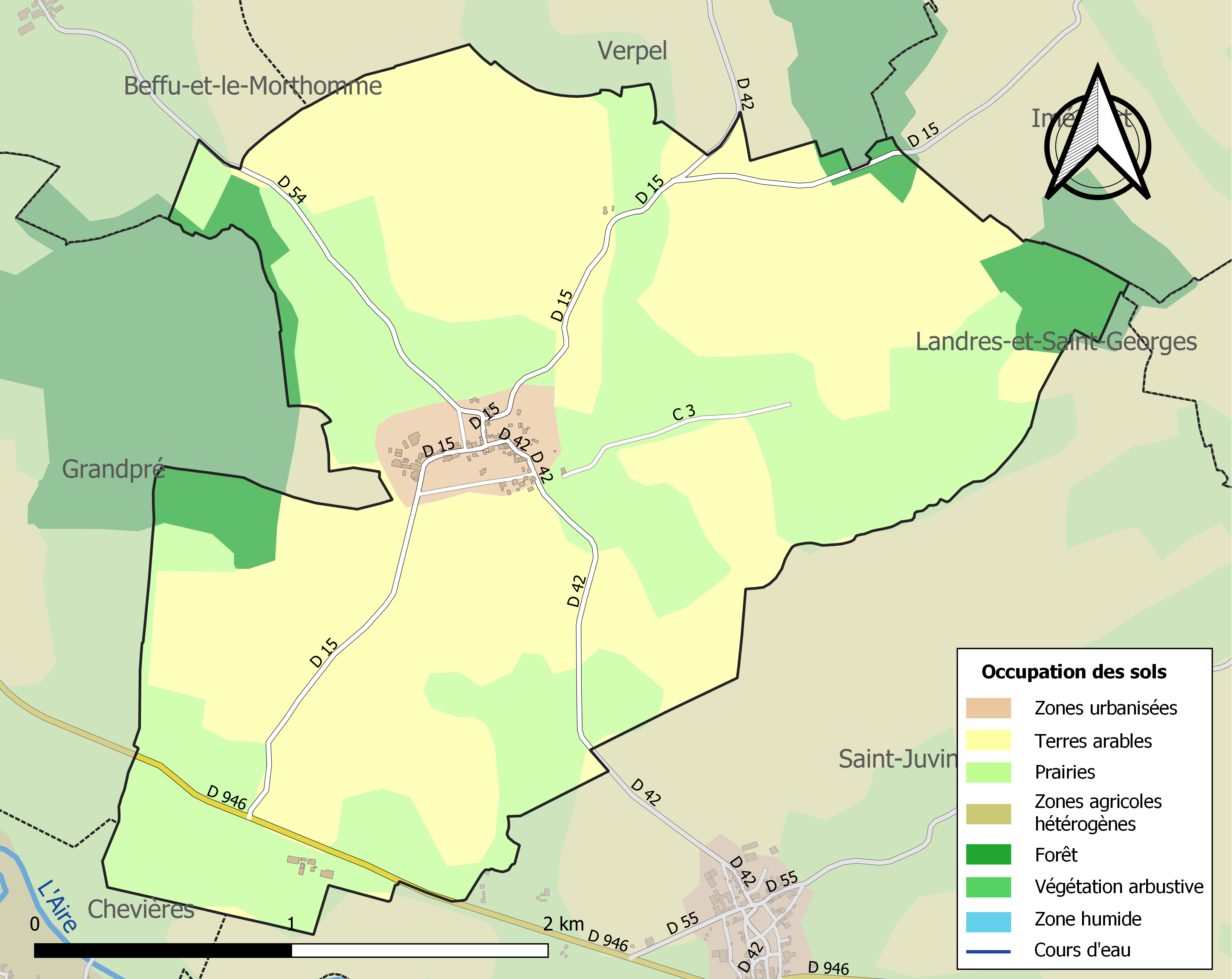
Kaart van de gemeente met de belangrijkste infrastructuur, bodemgebruik en omliggende gemeenten

## Demografie
Onderstaande figuur toont het verloop van het inwonertal.
Vanwege een beveiligingsprobleem met de MediaWiki Graph-software is het momenteel niet mogelijk deze grafiek weer te geven. Zodra de software is bijgewerkt zal de grafiek vanzelf weer zichtbaar worden.